# Uliocnemis elegans
Uliocnemis elegans är en fjärilsart som beskrevs av W. Warren 1899. Uliocnemis elegans ingår i släktet Uliocnemis och familjen mätare. Inga underarter finns listade i Catalogue of Life.